# Canoagem nos Jogos Olímpicos de Verão de 1952
A canoagem nos Jogos Olímpicos de Verão de 1952 foi realizada em Helsinque, na Finlândia, com nove eventos disputados.

## Eventos da canoagem
Masculino:
 C-1 1000 metros | C-1 10000 metros | C-2 1000 metros | C-2 10000 metros | K-1 1000 metros | K-1 10000 metros | K-2 1000 metros | K-2 10000 metros

Feminino:
 K-1 500 metros

## Masculino

### C-1 1000 metros masculino
| Pos. | País                 | Atletas        | Tempo  |
| ---- | -------------------- | -------------- | ------ |
|      | Checoslováquia (TCH) | Josef Holeček  | 4:56.3 |
|      | Hungria (HUN)        | János Parti    | 5:03.3 |
|      | Finlândia (FIN)      | Olavi Ojanperä | 5:08.5 |

### C-1 10000 metros masculino
| Pos. | País                 | Atletas       | Tempo   |
| ---- | -------------------- | ------------- | ------- |
|      | Estados Unidos (USA) | Frank Havens  | 57:41.1 |
|      | Hungria (HUN)        | Gábor Novák   | 57:49.2 |
|      | Checoslováquia (TCH) | Alfréd Jindra | 57:53.1 |

### C-2 1000 metros masculino
| Pos. | País                     | Atletas                        | Tempo  |
| ---- | ------------------------ | ------------------------------ | ------ |
|      | Dinamarca (DEN)          | Bent Rasch Finn Haunstoft      | 4:38.3 |
|      | Checoslováquia (TCH)     | Jan Brzák-Felix Bohumil Kudrna | 4:42.9 |
|      | Alemanha Ocidental (FRG) | Egon Drews Wilfried Soltau     | 4:48.3 |

### C-2 10000 metros masculino
| Pos. | País                     | Atletas                     | Tempo   |
| ---- | ------------------------ | --------------------------- | ------- |
|      | França (FRA)             | Georges Turlier Jean Laudet | 54:08.3 |
|      | Canadá (CAN)             | Kenneth Lane Donald Hawgood | 54:09.9 |
|      | Alemanha Ocidental (FRG) | Egon Drews Wilfried Soltau  | 54:28.1 |

### K-1 1000 metros masculino
| Pos. | País            | Atletas            | Tempo  |
| ---- | --------------- | ------------------ | ------ |
|      | Suécia (SWE)    | Gert Fredriksson   | 4:07.9 |
|      | Finlândia (FIN) | Thorvald Strömberg | 4:09.7 |
|      | França (FRA)    | Louis Gantois      | 4:20.1 |

### K-1 10000 metros masculino
| Pos. | País                     | Atletas            | Tempo   |
| ---- | ------------------------ | ------------------ | ------- |
|      | Finlândia (FIN)          | Thorvald Strömberg | 47:22.8 |
|      | Suécia (SWE)             | Gert Fredriksson   | 47:34.1 |
|      | Alemanha Ocidental (FRG) | Michael Scheuer    | 47:54.5 |

### K-2 1000 metros masculino
| Pos. | País            | Atletas                            | Tempo  |
| ---- | --------------- | ---------------------------------- | ------ |
|      | Finlândia (FIN) | Kurt Wires Yrjö Hietanen           | 3:51.1 |
|      | Suécia (SWE)    | Lars Glassér Ingemar Hedberg       | 3:51.1 |
|      | Áustria (AUT)   | Maximilian Raub Herbert Wiedermann | 3:51.4 |

### K-2 10000 metros masculino
| Pos. | País            | Atletas                          | Tempo   |
| ---- | --------------- | -------------------------------- | ------- |
|      | Finlândia (FIN) | Kurt Wires Yrjö Hietanen         | 44:21.3 |
|      | Suécia (SWE)    | Gunnar Åkerlund Hans Wetterström | 44:21.7 |
|      | Hungria (HUN)   | Ferenc Varga József Gurovits     | 44:26.2 |

## Feminino

### K-1 500 metros feminino
| Pos. | País                  | Atletas           | Tempo  |
| ---- | --------------------- | ----------------- | ------ |
|      | Finlândia (FIN)       | Sylvi Saimo       | 2:18.4 |
|      | Áustria (AUT)         | Gertrude Liebhart | 2:18.8 |
|      | União Soviética (URS) | Nina Savina       | 2:21.6 |

## Quadro de medalhas da canoagem
| Ordem | País                   | Medalha de ouro | Medalha de prata | Medalha de bronze | Total |
| ----- | ---------------------- | --------------- | ---------------- | ----------------- | ----- |
| 1     | FIN Finlândia          | 4               | 1                | 1                 | 6     |
| 2     | SWE Suécia             | 1               | 3                | 0                 | 4     |
| 3     | TCH Checoslováquia     | 1               | 1                | 1                 | 3     |
| 4     | FRA França             | 1               | 0                | 1                 | 2     |
| 5     | DEN Dinamarca          | 1               | 0                | 0                 | 1     |
| 5     | USA Estados Unidos     | 1               | 0                | 0                 | 1     |
| 7     | HUN Hungria            | 0               | 2                | 1                 | 3     |
| 8     | AUT Áustria            | 0               | 1                | 1                 | 2     |
| 9     | CAN Canadá             | 0               | 1                | 0                 | 1     |
| 10    | FRG Alemanha Ocidental | 0               | 0                | 3                 | 3     |
| 11    | URS União Soviética    | 0               | 0                | 1                 | 1     |